# Hans Fischer-Schuppach
Hans Fischer-Schuppach (* 27. Mai 1906 in Fafe, Portugal als Hans Theodor Wolfgang Wilhelm Fischer; † 1. Mai 1987 in Heidelberg) war ein deutscher Maler, Zeichner und Buchillustrator der klassischen Moderne. Er zeichnete vor allem realistische Szenen aus dem Stadtleben mit einem Zug ins Phantastische.

## Leben und Werk

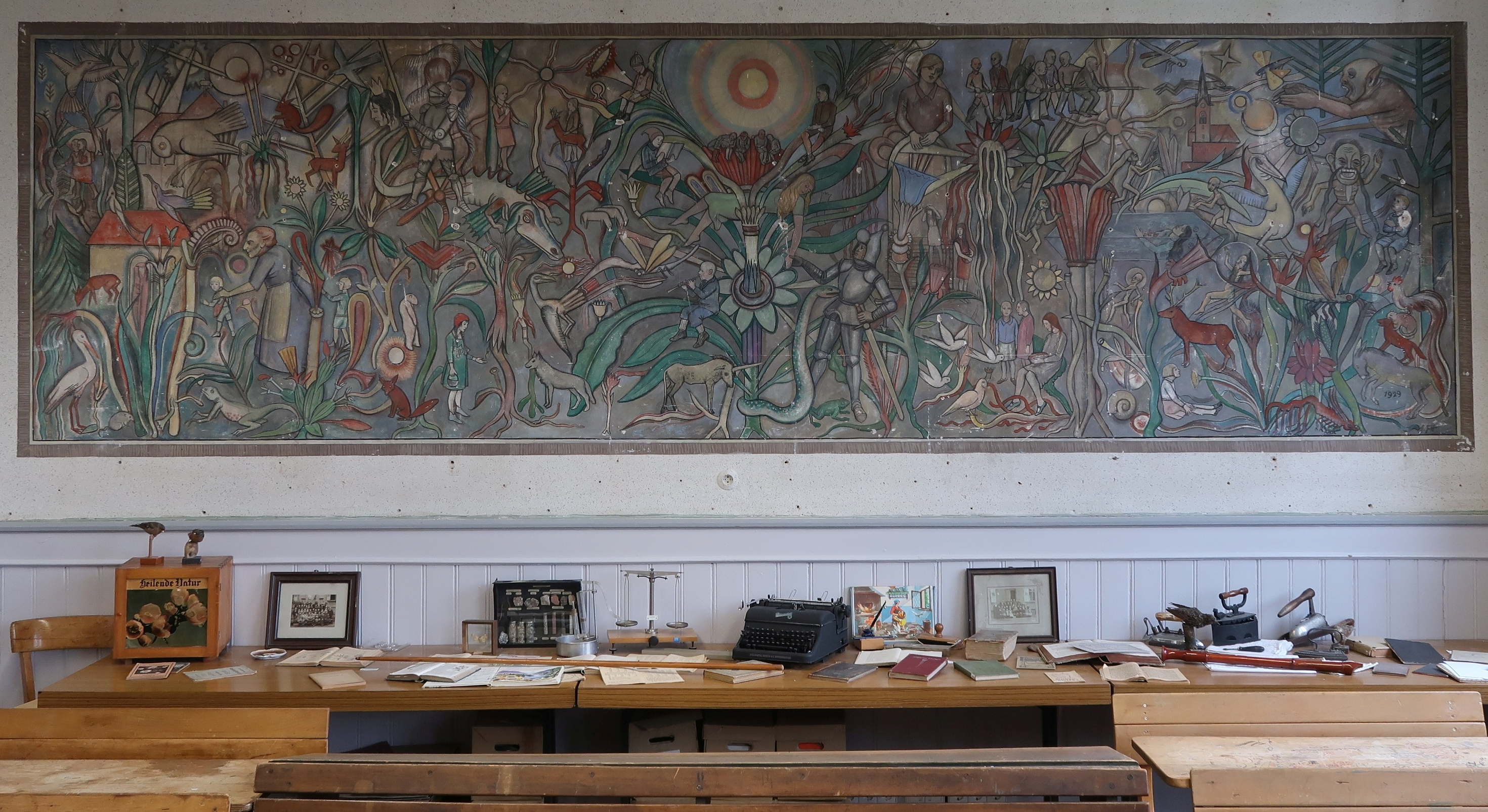
Wandgemälde von Hans Fischer-Schuppach „Palmbacher Märchenwelt“ von 1929 im Badischen Schulmuseum Karlsruhe. Es zeigt 40 Märchen der Brüder Grimm auf.

Als Sohn eines Fabrikdirektors geboren, wuchs er in Lörrach und Karlsruhe auf. An der Badischen Landeskunstschule Karlsruhe studierte er 1922–29 u. a. bei Georg Scholz, Karl Hubbuch und Wilhelm Schnarrenberger, ab 1929 an den Vereinigten Staatsschulen für freie und angewandte Kunst in Berlin u. a. bei Hans Meid, dessen Meisterschüler er wurde. 1931 heiratete er seine Kommilitonin Hanna Nagel; 1938 wurde das gemeinsame Kind Irene geboren. 1935 erhielt Hans Fischer den Rompreis.